# Dominus vobiscum

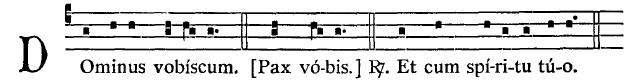
Canto com tons solenes do Dominus vobiscum, conforme escrito no Liber Usualis. Um bispo diz "Pax vobis" ("A paz esteja convosco") em vez de Dominus vobiscum. Acentos são fornecidos para indicar a sílaba tônica.

Dominus vobiscum é uma frase em latim que significa "O Senhor esteja convosco", cujo responso, é: Et cum spiritu tuo ("E com o teu espírito") é um sacramental antigo em forma de saudação, tradicionalmente usado pelo clero na Missa do Rito romano, e na administração de outros sacramentos e sacramentais desse mesmo rito, bem como em liturgias de outras denominações cristãs ocidentais. Os Bispos por sua vez, na Missa antes da Colecta, e quando o Gloria é cantado, usam a fórmula "Pax Vobis", em vez de Dominus vobiscum, sendo o responso o mesmo.

## História, significado e uso

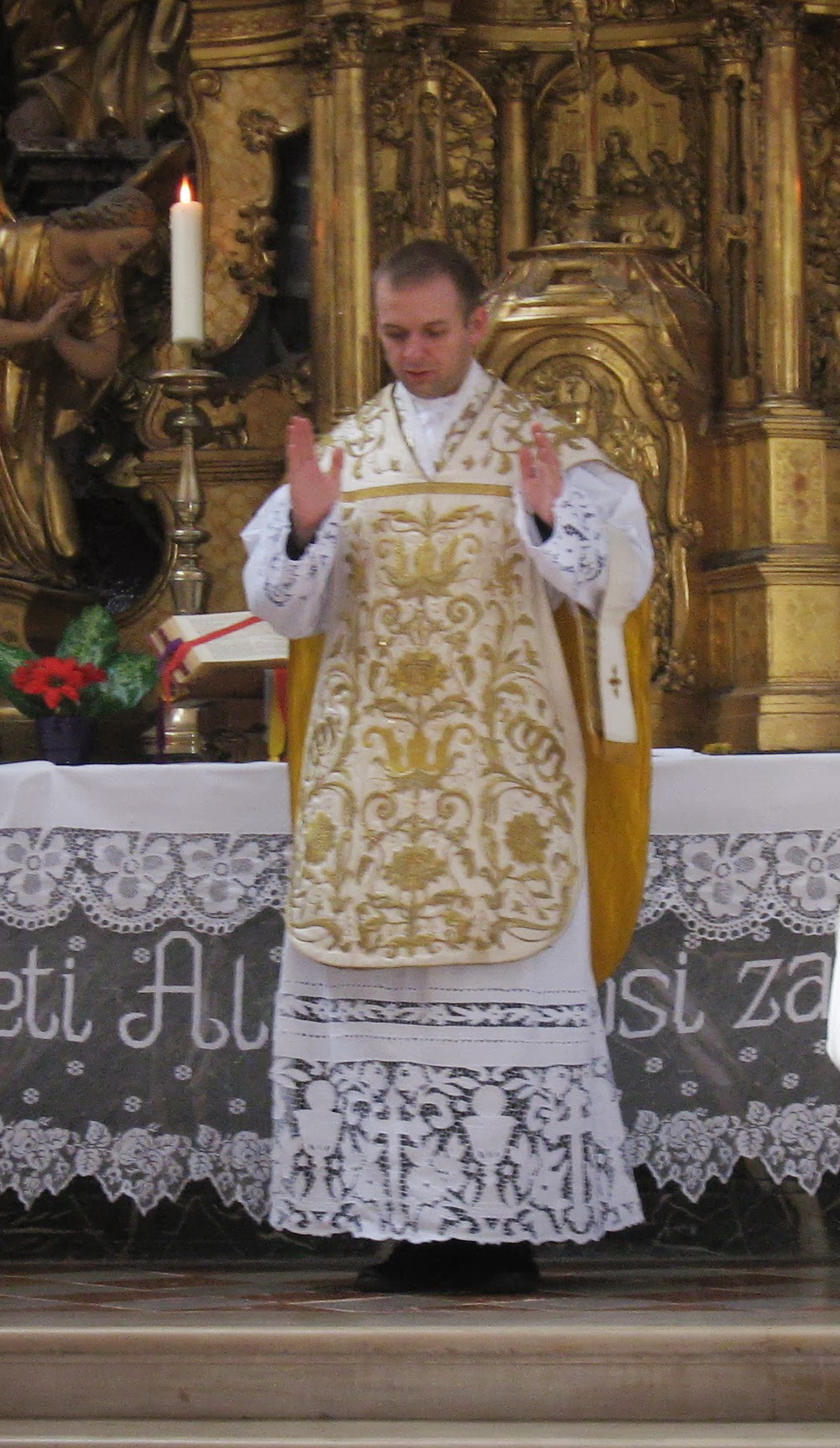
Um padre dizendo a saudação Dominus vobiscum, durante a celebração de uma missa tridentina

O Dominus vobiscum é mencionado pela primeira vez no século IV, por São João Crisóstomo, embora provavelmente já era empregado muito tempo antes. Conforme São João Crisóstomo, nessa saudação o sacerdote deseja que Deus esteja com os fiéis, derramando suas bênçãos e graças sobre eles para aproveitar frutuosamente a missa, por sua vez, o responso Et cum spiritu tuo, é uma alusão ao Espírito Santo, recebido pelos clérigos no sacramento da Ordem, designando portando a singularidade do sacerdote como presidente da missa, e aquele que entrega as orações dos fiéis a Deus. A teologia católica parece corroborar com essa opinião, uma vez que permite somente aos que receberam as Ordens Sagradas Maiores falarem este sacramental, esta restrição já é mencionada no Concílio de Braga, no século VI. Os primeiros sacramentários, tais como o Sacramentário gelasiano, já citam o uso desse sacramental na missa.
Durante a Missa Tridentina ocorre oito vezes: antes do sacerdote subir ao altar, antes dos dois Evangelhos, na Colecta, no Ofertório, no Prefácio, na Oração pós-Comunhão, e na bênção final. Em quatro dessas ocasiões o celebrante, ao mesmo tempo que diz a saudação, se vira para o povo, estendendo e juntando as mãos; nas outras quatro, ele permanece em frente ao altar. No Breviário esta fórmula é dita antes da oração principal de cada Hora por sacerdotes, mesmo em recitação privada, uma vez que eles estariam rezando em união e em nome de toda a Igreja; diáconos só a dizem na ausência de sacerdotes ou com a sua permissão, se presentes.
Na Missa do Vaticano II é usada apenas quatro vezes: na saudação inicial, antes da proclamação do Evangelho, no diálogo inicial antes do Prefácio, e na bênção final. Na Liturgia das Horas é usada apenas após a oração final de cada Hora, juntamente com a bênção. Pode ser usada após a saudação trinitária nos ritos iniciais.
Nas Igrejas orientais existe uma forma correspondente, "Pax omnibus" (na Liturgia de São Basílio por exemplo). Em alguns ritos judaicos, uma pessoa que proclama uma leitura da Tora diz Adonai immachem, no sentido idêntico do Dominus vobiscum.

## Traduções incorretas do responso
O Dominus vobiscum teve seu responso incorretamente traduzido na liturgia da missa para a língua vernácula, nos anos 1970, em vários países, alguns exemplos, incluem a tradução realizada pela International Commission on English in the Liturgy (Comissão Internacional sobre Inglês na Liturgia - comissão criada por uma série de conferências episcopais dos países de língua inglesa com a finalidade de fornecer traduções inglesas dos livros litúrgicos do Rito Romano) que o traduziu como: "The Lord be with you/And also with you - O Senhor esteja com você/E também com você". As comissões episcopais de língua portuguesa, chefiadas por Dom Clemente Isnard, que trabalharam juntas para traduzir ao menos de maneira uniforme as partes da missa que eram responsos da assembléia, a tradução foi alterada, um Et cum spiritu tuo torna-se Ele está no meio de nós.
Porém em 2001, a Santa Sé emitiu a instrução Liturgiam Authenticam sobre o uso das línguas vernáculas na missa; em que exige que certas frases, tais como a resposta Et cum spiritu tuo, que "pertencem ao patrimônio da totalidade ou de uma grande parte da Igreja antiga, assim como outros que se tornaram parte do patrimônio humano geral, devem ser respeitadas por uma tradução que é tão literal como possível...." Dessa maneira no Advento de 2011, foi colocada em prática a tradução correta do responso na Missa em língua inglesa, que usa a resposta "And with your spirit" ("E com teu espírito") para refletir uma tradução exata do latim. Outras traduções inglesas, tais como o "Livro de Oração Comum Anglicano", traduzia já anteriormente a resposta na forma mais antiga: "And with your spirit". No "Serviço Divino Luterano", houve o mesmo erro na tradução da resposta em 1982, que posteriormente foi alterada para "And with your spirit" em 2006.
Liturgistas lusófonos tem frequentemente ridicularizado a tradução completamente incorreta que consta no Missal Romano em língua portuguesa do Dominus vobiscum, e pedido por uma revisão da tradução do Missal, nesse e em outros trechos, comentando, por exemplo: "os já conhecidos casos em que, misteriosamente, a resposta Et cum spiritu tuo vira Ele está no meio de nós". Uma vez que desde o final de 2011 a CNBB está elaborando a nova tradução do Missale Romanum, a partir da III Edição Típica em latim, possivelmente a correção será efetuada.

## Bíblia
A saudação é retirada dos versículos de Rute 02:04 e 2 Crônicas 15:02 da Bíblia Vulgata, a tradução latina da Bíblia. Em Rute, a saudação aparece na frase, ""Et ecce ipse veniebat de Bethlehem dixitque messoribus: 'Dominus vobiscum'. Qui responderunt ei: 'Benedicat tibi Dominus'."" ("Boaz veio de Belém se e disse aos segadores: O Senhor esteja convosco!" E eles responderam, 'e o Espírito do Senhor! ") II Crônicas relata que Azarias, cheio do espírito de Deus, disse: "Audite me, Asa et omnis Iuda et Beniamin! Dominus vobiscum, quia fuistis cum eo. Si quaesieritis eum, invenietur a vobis; si autem dereliqueritis eum, derelinquet vos." ("Ouça-me, Asa e todo Judá e Benjamin O Senhor está com você quando você está com ele, e se você for procurá-lo, ele estará presente para você! Mas se você abandoná-lo, ele vai abandoná-lo"). A frase, além disso aparece em Números 14:42 : "Nolite ascendere: non enim est Dominus vobiscum: ne corruatis coram inimicis vestris."
O seu responso, "Et cum spiritu tuo" é encontrada em 2 Timóteo 4:22; Gálatas 6:18; e Filipenses 4:23).